# Кант
 Тази статия е за града в Киргизстан.  За германския философ вижте Имануел Кант.  
Кант (на киргизки: Кант) е град в северен Киргизстан, административен център на Ъсъкатински район в Чуйска област. Населението му е 21 700 души (по приблизителна оценка за 2018 г.).
Разположен е на 742 m надморска височина в Чуйската долина, на 22 km източно от столицата Бишкек и на 10 km югозападно от границата с Казахстан. Селището е основано през 1934 година около новостроящ се захарен завод – „кант“ е киргизката дума за захар. Днес 53% от жителите са етнически руснаци, а киргизите са около 37%. Южно от града е разположена военновъздушна база на Русия.